# KylieFever2002
KylieFever2002 (også kendt som Fever Tour 2002) var en koncertturne til støtte for Kylie Minogues studiealbum Fever (2001). Koncerten blev filmet i Manchester den 4. maj 2002, og udgivet på en dvd med titlen KylieFever2002: Live in Manchester.
Turneen var den største produktion Minogue var sat på til dato. Albummet og musikvideoer var i stand til at give og inspirere flere kulisser og kostumer. Turneen havde et meget større budget end de tidligere på grund af succesen med albummet og singler.
Kostumer til koncerten var designet udelukkende for Minogue af italienske designere Dolce & Gabbana. Det var også hendes første turne med officielle sponsorer, som var Evian og Vodafone.

## Spilleliste
Akt 1: Silvanemesis
- "The Sound of Music" (instrumental introduktion)
- "Come into My World"
- "Shocked"
- "Love at First Sight"
- "Fever"

Akt 2: Droogie Nights
- "Spinning Around"

Akt 3: The Crying Game
- Crying Game Medley:
  - "Where Is the Feeling?"
  - "The Crying Game"
  - "Put Yourself in My Place"
  - "Finer Feelings"
  - "Dangerous Game"
  - "The Crying Game" (Reprise)

Akt 4: Street Style
- "GBI:German Bold Italic"
- "Confide in Me"
- "Cowboy Style"
- "Kids"

Akt 5: Sex in Venice
- "On a Night Like This"
- "The Loco-Motion"
- Medley: "In Your Eyes" / "Please Stay" / "The Rhythm of the Night"

Akt 6: Cybertronica
- "Limbo"
- "Light Years"
- "I Should Be So Lucky"

Akt 7: VoodooInferno
- "Burning Up"
- "Better the Devil You Know"

Ekstranummer
- "Can't Get Blue Monday Out of My Head"

## Turnedatoer
| Dato            | By                | Land       | Sted                                      |
| --------------- | ----------------- | ---------- | ----------------------------------------- |
| Europa          |                   |            |                                           |
| 26. april 2002  | Cardiff           | Wales      | Cardiff International Arena               |
| 27. april 2002  | Cardiff           | Wales      | Cardiff International Arena               |
| 28. april 2002  | Cardiff           | Wales      | Cardiff International Arena               |
| 29. april 2002  | Cardiff           | Wales      | Cardiff International Arena               |
| 1. maj 2002     | Manchester        | England    | Manchester Evening News Arena             |
| 2. maj 2002     | Manchester        | England    | Manchester Evening News Arena             |
| 3. maj 2002     | Manchester        | England    | Manchester Evening News Arena             |
| 4. maj 2002     | Manchester        | England    | Manchester Evening News Arena             |
| 6. maj 2002     | Birmingham        | England    | National Exhibition Centre                |
| 7. maj 2002     | Birmingham        | England    | National Exhibition Centre                |
| 8. maj 2002     | Birmingham        | England    | National Exhibition Centre                |
| 9. maj 2002     | Birmingham        | England    | National Exhibition Centre                |
| 11. maj 2002    | Manchester        | England    | Manchester Evening News Arena             |
| 12. maj 2002    | Manchester        | England    | Manchester Evening News Arena             |
| 14. maj 2002    | Sheffield         | England    | Sheffield Arena                           |
| 15. maj 2002    | Sheffield         | England    | Sheffield Arena                           |
| 17. maj 2002    | Glasgow           | Skotland   | Scottish Exhibition and Conference Centre |
| 18. maj 2002    | Glasgow           | Skotland   | Scottish Exhibition and Conference Centre |
| 19. maj 2002    | Glasgow           | Skotland   | Scottish Exhibition and Conference Centre |
| 21. maj 2002    | Newcastle         | England    | Metro Radio Arena                         |
| 22. maj 2002    | Newcastle         | England    | Metro Radio Arena                         |
| 24. maj 2002    | London            | England    | Wembley Arena                             |
| 25. maj 2002    | London            | England    | Wembley Arena                             |
| 26. maj 2002    | London            | England    | Wembley Arena                             |
| 27. maj 2002    | London            | England    | Wembley Arena                             |
| 30. maj 2002    | Stockholm         | Sverige    | Hovet                                     |
| 31. maj 2002    | Oslo              | Norge      | Oslo Spektrum                             |
| 1. juni 2002    | København         | Danmark    | Forum København                           |
| 3. juni 2002    | München           | Tyskland   | Olympiahalle                              |
| 4. juni 2002    | Wien              | Østrig     | Gasometer                                 |
| 6. juni 2002    | Zürich            | Schweiz    | Hallenstadion                             |
| 8. juni 2002    | Berlin            | Tyskland   | Velodrom                                  |
| 9. juni 2002    | Hamburg           | Tyskland   | Alsterdorfer Sporthalle                   |
| 11. juni 2002   | Frankfurt am Main | Tyskland   | Festhalle Frankfurt                       |
| 12. juni 2002   | Rotterdam         | Holland    | Ahoy Rotterdam                            |
| 13. juni 2002   | Oberhausen        | Tyskland   | König Pilsener Arena                      |
| 15. juni 2002   | Paris             | Frankrig   | Palais Omnisports de Paris-Bercy          |
| 18. juni 2002   | Milano            | Italien    | Mediolanum Forum                          |
| Australien      |                   |            |                                           |
| 2. august 2002  | Sydney            | Australien | Sydney Entertainment Centre               |
| 3. august 2002  | Sydney            | Australien | Sydney Entertainment Centre               |
| 4. august 2002  | Sydney            | Australien | Sydney Entertainment Centre               |
| 6. august 2002  | Sydney            | Australien | Sydney Entertainment Centre               |
| 7. august 2002  | Sydney            | Australien | Sydney Entertainment Centre               |
| 8. august 2002  | Sydney            | Australien | Sydney Entertainment Centre               |
| 11. august 2002 | Melbourne         | Australien | Rod Laver Arena                           |
| 12. august 2002 | Melbourne         | Australien | Rod Laver Arena                           |
| 14. august 2002 | Melbourne         | Australien | Rod Laver Arena                           |
| 15. august 2002 | Melbourne         | Australien | Rod Laver Arena                           |
| 16. august 2002 | Melbourne         | Australien | Rod Laver Arena                           |